# Universität Göteborg

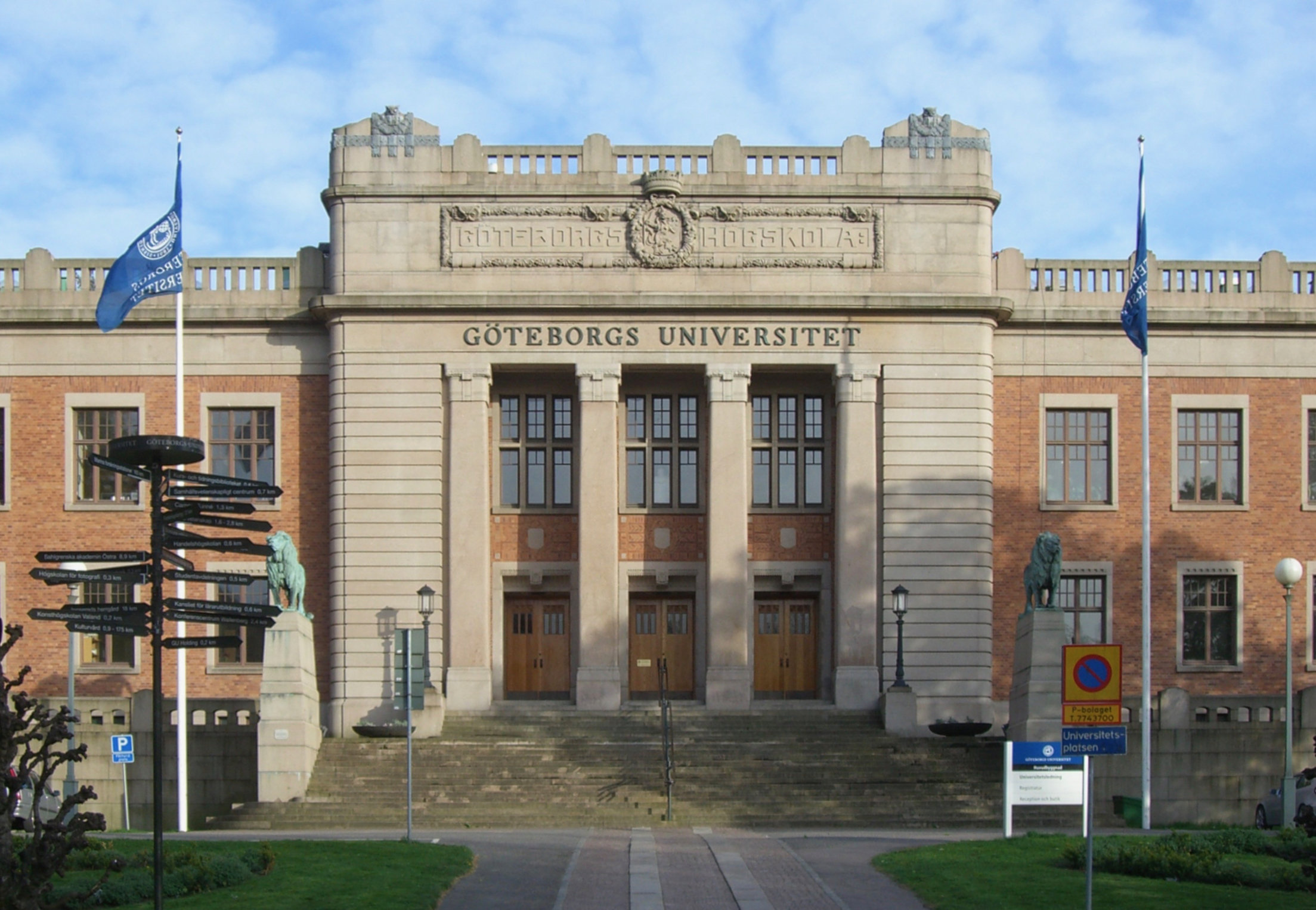
Der Haupteingang (Hauptgebäude) der Universität

Die Universität Göteborg (schwedisch: Göteborgs universitet; lateinisch: Universitas Gothoburgensis) wurde 1891 gegründet und befindet sich in  Göteborg.
Die Universität Göteborg ist nach der Universität Uppsala und der Universität Lund die drittälteste Universität in Schweden. Mit ihren etwa 38.400 Studenten (entspricht etwa 26.000 Vollzeitstudenten) ist sie eine der größten Universitäten Skandinaviens. Es gibt etwa 60 Institute rsp. Fachbereiche und ist damit ebenfalls eine der fachlich vielseitigsten Universitäten im Norden Europas. Ihre acht Fakultäten bieten Studiengänge in den Geistes-, Sozial-, Natur-, Computer-, Rechts-, Wirtschafts- und Gesundheitswissenschaften an.
Die Universität beschreibt sich selbst als „eine wichtige Universität in Europa“ Die Universität hat in vielen ihrer Studiengänge und Kurse die meisten Bewerber pro Studienplatz und ist daher auch eine der bei Studienanfängern beliebtesten Hochschulen Schwedens.
Die Universität  befindet sich an der schwedischen Westküste in Schwedens zweitgrößter Stadt, Göteborg, und ist eine Großstadtuniversität, deren Gebäude über das Stadtzentrum verteilt sind; sie ist keine Campusuniversität.

## Rankings
Die Universität schneidet in internationalen Rankings gut ab und ist üblicherweise unter den 150 bis 200 besten Universitäten der Welt:
| Ranking (Jahr)                                | Weltrang  |
| --------------------------------------------- | --------- |
| Academic Ranking of World Universities (2014) | # 151–200 |
| Web Ranking of European Universities (2013)   | # 163     |
| QS World University Rankings (2013)           | # 205     |
| Times Higher Education (2012/2013)            | # 201–225 |
| QS World University Rankings (2021)           | # 202     |
| QS World University Rankings (2022)           | # 180     |
| QS World University Rankings (2023)           | # 185     |
| QS World University Rankings (2024)           | # 187     |

## Geschichte

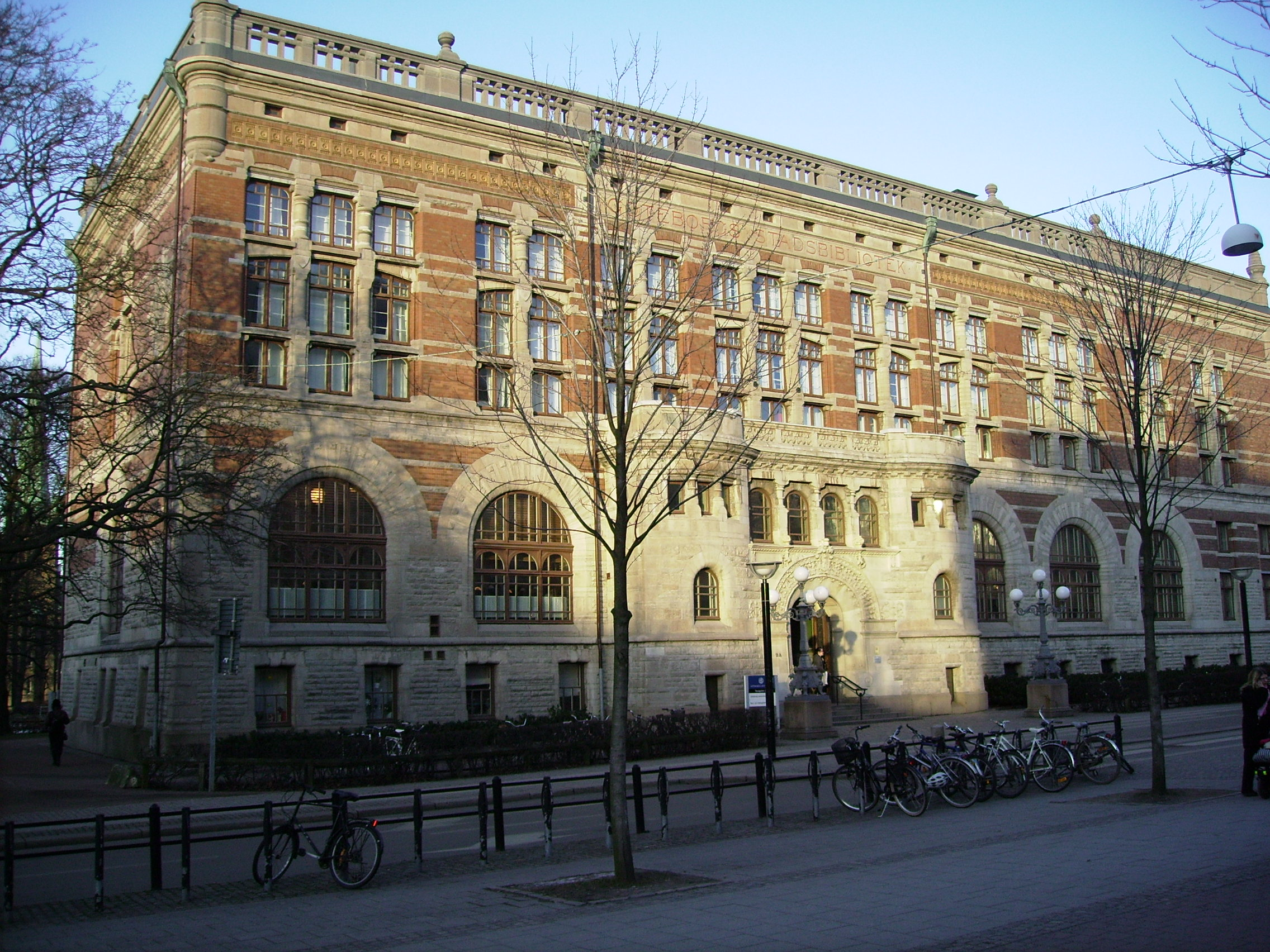
Die sozialwissenschaftliche Bibliothek in der Vasagatan ist eine der ältesten Bibliotheken der Universität.

Mithilfe von privaten Spenden wurde 1891 die Hochschule Göteborg (schwed.: Göteborgs högskola) gegründet. Die ersten Vorlesungen wurden von sieben Professoren mit 21 Studenten (davon vier Frauen) gehalten. Im Jahr 1907 bekam die Hochschule den gleichen staatlichen Status wie die zwei älteren schwedischen Universitäten in Lund und Uppsala. Durch die Fusion mit der Medizinhochschule Göteborg im Jahr 1954 wurde sie schließlich – akademisch gesehen – eine in allen Disziplinen vertretene Universität.
Im Laufe der Zeit wurden weitere, vorher unabhängige Institute in die Universität eingegliedert. Besonders in den 1950er und 1960er Jahren ist die Universität stark gewachsen, die Zahl der Studenten erhöhte sich von 500 auf 21.000.
Das separate Sahlgren-Universitätsklinikum fungiert als Ausbildungsstätte für Mediziner. Die meisten Gebäude und Einrichtungen befinden sich in der Stadtmitte, so dass es sich um eine Stadtuniversität handelt, d. h., sie ist über die Innenstadt verteilt und fest in der städtischen Umgebung verwurzelt. Der neueste Bau ist der Campus für die Lehrerausbildung (Pedagogen). Der Frauenanteil unter den Studenten der Universität Göteborg lag im Jahr 2006 bei 67 %.

## Fakultäten

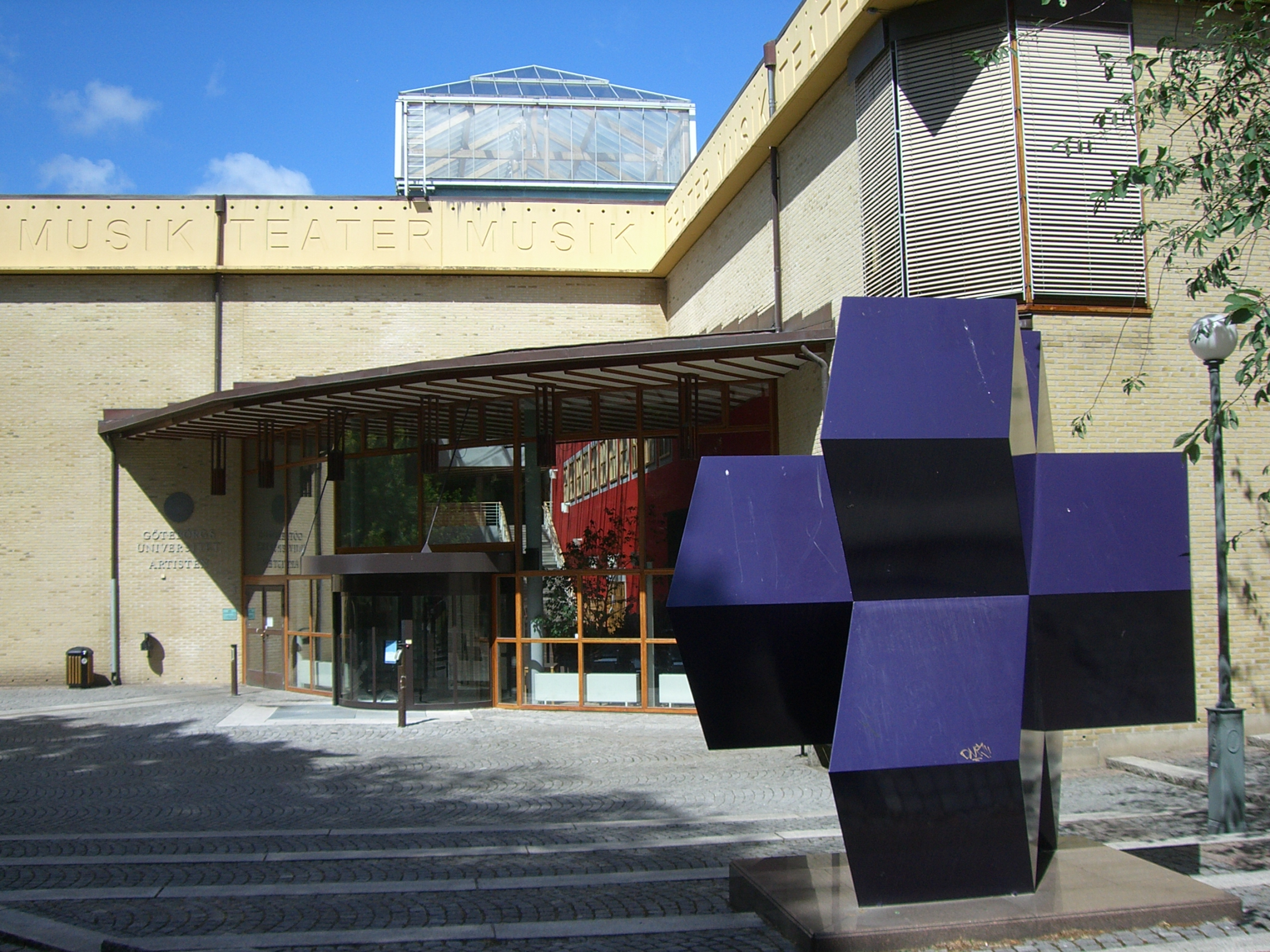
Artisten – die Abteilung für Musik und Theater

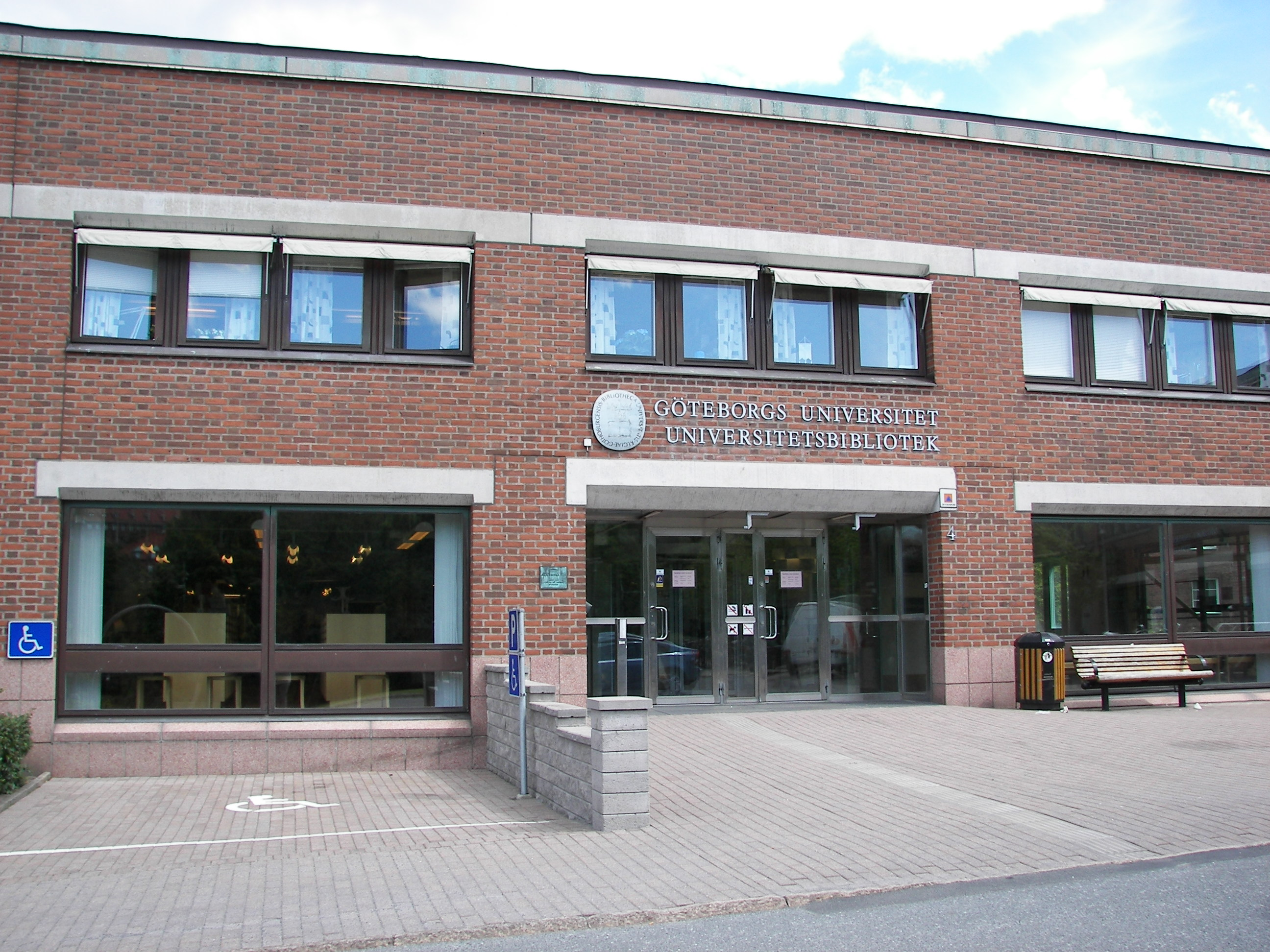
Universitätsbibliothek

Mit neun Fakultäten und ungefähr 70 Fachbereichen bietet die Universität Göteborg ein sehr großes Bildungsangebot und hat die größte Auswahl an Studiengängen und Vorlesungen in Schweden.
In verschiedenen Gebieten kooperiert die Universität mit der Technischen Hochschule Chalmers und dem Sahlgrenska-Universitätskrankenhaus.
Die Fakultäten:
- Sahlgrenska-Akademie (Mediziner-Ausbildung),
- Fakultät für Geisteswissenschaften (Humanisten),
- Fakultät für Angewandte und bildende Künste (Artisten),
- Fakultät für Sozialwissenschaften,
- Handelshochschule Göteborg (Handelshögskolan),
- Fakultät für Bildung (Pädagogen),
- Fakultät für Naturwissenschaften sowie
- Fakultät der IT-Universität Göteborg.

## Persönlichkeiten

### Alumni
- Nick Bostrom (* 1973), Philosoph
- Magnus Carlsson (* 1974), Musiker
- Jan Eliasson (* 1940), Diplomat und Politiker
- Margit Hall (1901–1937), Architektin und Möbeldesignerin
- Eli Filip Heckscher (1879–1952), Wirtschaftshistoriker
- Zeth Höglund (1884–1956), Politiker
- Sverker Johansson (* 1961), Physiker, Linguist, Fachbuchautor
- Cecilia Malmström (* 1968), Politikerin, Mitglied des Europäischen Parlaments und Kommissarin für Handel der Europäischen Union
- Leif Östling (* 1945), Automobilmanager
- Åke Sellström (* 1948), UN-Chemiewaffeninspektor
- Maria Wetterstrand (* 1973), Politikerin und frühere Sprecherin der schwedischen Grünen
- Gert Wingårdh (* 1951), Architekt
- Mikael Olsson (* 1969), Fotograf, Künstler und Schauspieler

### Hochschullehrer

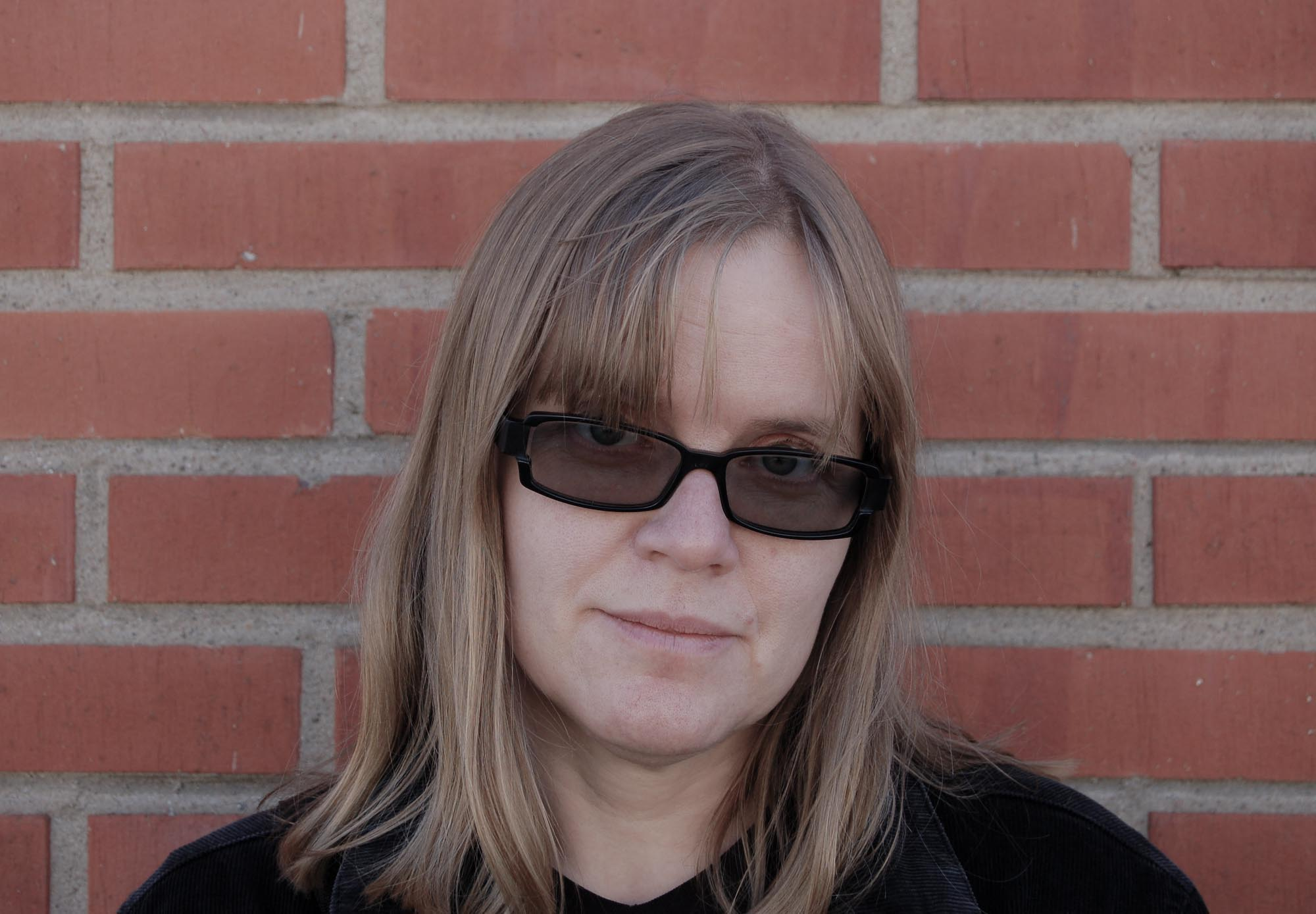
Lotta Lotass ist schwedische Schriftstellerin und Mitglied der Schwedischen Akademie.

→Kategorie:Hochschullehrer der Universität Göteborg
- Sture Allén (1928–2022), Sprachforscher, Mitglied der Schwedischen Akademie
- Arvid Carlsson (1923–2018), Nobelpreis für Medizin 2000, war 1959–1989 Ordinarius für Medizin
- Ernst Cassirer (1874–1945), Philosoph
- Åke Edwardson (* 1953), Schriftsteller
- Bernhard Karlgren (1889–1978), Sprachwissenschaftler und Sinologe
- Lotta Lotass (* 1964), schwedische Schriftstellerin und seit 2009 Mitglied der Schwedischen Akademie
- Erik Lönnroth (1910–2002), Historiker, Mitglied der Schwedischen Akademie
- Bo Ralph (* 1945), Sprachforscher, Mitglied der Schwedischen Akademie